# Briar
Briar — це відкрите програмне забезпечення, призначене для створення надійної мережі та стійкого однорангового зв'язку без централізованих серверів і мінімальної залежності від зовнішньої інфраструктури.

## Опис
Підключення здійснюються через Bluetooth, WiFi або через Інтернет через Tor, і всі повідомлення зашифровані наскрізним шифруванням. Відповідний контент зберігається в зашифрованому вигляді на пристроях учасників. Довгострокові плани проєкту включають «ведення блогів, картографування криз та спільне редагування документів».
Початкова цільова аудиторія Briar включає «активістів, журналістів та громадянське суспільство». Планується зробити систему «досить простою, щоб допомогти будь-кому зберігати свої дані в безпеці». Можливість функціонування мережі за відсутності інтернет-інфраструктури також може зробити проєкт важливим для реагування на стихійні лиха та організації допомоги, розробники співпрацюють з Open Humanitarian Initiative та Taarifa. Зрештою, розробники прагнуть створити систему, яка буде «такою ж простою у використанні, як WhatsApp, такою ж безпечною, як PGP, і яка продовжує працювати, якщо хтось зламає Інтернет».
Вихідний код Briar публікується як вільне програмне забезпечення та розповсюджується на умовах ліцензії GNU GPL-3.0 або новішої версії. Його було перевірено Cure53 і високо оцінено у звіті, представленому 20 березня 2017 року, і було рекомендовано провести другий аудит після завершення розробки.